# Síndrome XYY
A Síndrome XYY, também conhecida como Síndrome de Jacob ou Síndrome do super-macho, é uma condição genética aneuploide em que um homem tem um cromossomo Y adicional. Costuma desenvolver poucos sintomas, que podem incluir altura acima da média, acne e aumento de disfunções do aprendizado. O portador costuma ser fenotipicamente normal, incluindo taxas típicas de fertilidade.

## Sinais e sintomas

### Traços físicos
Pessoas com o cariótipo 47,XYY  têm taxas de crescimento aumentadas desde a primeira infância, com uma altura final média aproximadamente 7 centímetros acima do esperado. Em Edimburgo, Escócia, oito meninos 47,XYY nascidos entre 1967 e 1972 e identificados em um programa de triagem de recém-nascidos tinham uma altura média de 188,1 cm aos 18 anos - a altura média de seus pais e mães era de 174,1 cm e 162,8 cm, respectivamente. A dosagem gênica aumentada de três genes SHOX da região pseudoautossômica X/Y (PAR1) tem sido postulada como causa da estatura aumentada observada em todas as três trissomias dos cromossomos sexuais: 47,XXX, 47,XXY e 47,XYY. Acne severa foi percebida em muito poucos casos iniciais, mas dermatologistas especializados em acne atualmente duvidam da correlação com a síndrome de Jacob.
Em machos 47,XXY, os níveis de testosterona pré-natal são normais. A maior parte dos machos 47,XYY têm desenvolvimento sexual normal e têm fertilidade normal.

## História

### Década de 1960
Em abril de 1956, a revista Hereditas publicou a descoberta dos citogeneticistas Joe Hin Tjio e Albert Levan, da Universidade de Lund, na Suécia, de que o número normal de cromossomos em células diploides humanas era 46 - não 48, como se acreditava nos trinta anos anteriores. Na esteira do estabelecimento do número normal de cromossomos humanos, 47,XYY foi a última das aneuploidias comuns dos cromossomos sexuais a ser descoberta, dois anos após as descobertas de 47,XXY, 45,X e 47,XXX em 1959. Até mesmo a muito menos comum 48,XXYY havia sido descoberta em 1960, um ano antes de 47,XYY.
A triagem para essas aneuploidias dos cromossomos X era possível antes do advento da análise dos cromossomos humanos, observando a presença ou ausência de corpos de cromatina sexual "feminina" (corpúsculos de Barr) nos núcleos de células em intérfase em esfregaços bucais, uma técnica desenvolvida uma década antes da primeira aneuploidia dos cromossomos sexuais relatada. Uma técnica análoga para triagem de aneuploidias do cromossomo Y, observando corpos de cromatina sexual supernumerários "masculinos", não foi desenvolvida até 1970, uma década após a primeira aneuploidia do cromossomo sexual masculino ser relatada.
O primeiro relato publicado de um homem com cariótipo 47,XYY foi feito pelo citogeneticista americano Avery Sandberg e seus colegas no Roswell Park Comprehensive Cancer Center (então conhecido como Roswell Park Memorial Institute) em Buffalo, Nova Iorque, em 1961. Foi uma descoberta incidental em um homem normal de 44 anos de idade, 183 cm de altura e inteligência média, que teve o cariótipo determinado porque tinha uma filha com síndrome de Down. Apenas uma dúzia de casos isolados de 47,XYY foram relatados na literatura médica nos quatro anos seguintes ao primeiro relato de Sandberg.
A síndrome XYY, se nomeada em homenagem ao descobridor, deveria ser atribuída a Sandberg e não a Jacobs, embora a citogeneticista britânica Patricia Jacobs tenha de fato contribuído significativamente para o conhecimento sobre a síndrome. Em dezembro de 1965 e março de 1966, as revistas Nature e The Lancet publicaram os primeiros relatórios preliminares de Jacobs e seus colegas na Unidade de Genética Humana do MRC no Western General Hospital em Edimburgo, de um estudo cromossômico com 315 pacientes do sexo masculino no State Hospital em Carstairs, Lanarkshire, o único hospital especializado em segurança da Escócia para pessoas com deficiência de desenvolvimento — que encontraram nove pacientes, com idades entre 17 e 36 anos, com cariótipo 47,XYY, e os caracterizaram erroneamente como criminosos agressivos e violentos. Durante a década seguinte, quase todos os estudos publicados sobre XYY foram feitos em homens XYY, selecionados pela altura e institucionalizados.

## A síndrome
A frequência dessa anomalia é de duas ocorrências em cada mil nascimentos. Verificou-se porém que, entre criminosos e doentes mentais, essa frequência chega a 3%. Contudo, muitos homens XYY tem ajustamento social satisfatório.
Muitos pais de crianças identificadas, antes ou após o nascimento, com XYY, tornam-se extremamente preocupados com as implicações, comportamentais. Alguns médicos acreditam que a informação deve ser omitida quando a identificação é feita após o nascimento. A incapacidade de avaliar o prognóstico em cada caso torna a identificação de um feto XYY em um dos problemas de informação mais sérios enfrentados em programas de diagnóstico pré-natal. Há o risco de morte Perinatal para portadores da síndrome de duplo Y.
A fertilidade dos portadores é regular e parece não haver nenhum risco aumentado de que um homem 47,XYY tenha um filho com cromossomos anormais.
Algumas doenças observadas em pacientes com 47,XYY são: leucemia, linfomas (tumor geralmente no estômago e intestino, originando-se dos linfócitos – glóbulos brancos), criptorquidia (quando não houve uma descida correta do testículo da cavidade abdominal para o escroto) e hipospádias (má formação na ponta do pênis).

## Causas
Acredita-se que seja a não disjunção (separação) paterna na meiose II, produzindo espermatozóides YY.
O cromossomo Y transporta relativamente poucos genes, por esse motivo essa síndrome não apresenta tantas anomalias físicas. Não há fatores claramente definidos predispondo à ocorrência de 47, XYY. No entanto, foi constatado que o fumo na adolescência está associado a um aumento na dissomia presente no esperma e uma diminuição em aspectos específicos da qualidade do sêmen. Isso pode afetar a fertilidade no homem e pode também aumentar a chance de aneuploidia na prole, predispondo a ocorrência de 47, XYY.
Além disto, o cromossomo Y é muito característico em espécies de protozoários, sendo considerada uma raridade pelos protozoários não terem material genético totalmente estruturado. Os humanos, por exemplo, possuem 46 cromossomos: 23 do progenitor (esperma) e 23 da progenitora (óvulo).

## Características
- Apresentam altura média de 1,80 m;
- Sinostose Rádio ulnar ou cubital;
- Grande número de acnes faciais durante a adolescência;
- Baixa libido;
- Anomalias nas genitálias;
- Distúrbios motores e na fala;
- Taxa de testosterona aumentada, o que pode ser um fator contribuinte para a inclinação anti-social e aumento de agressividade;
- Imaturidade no desenvolvimento emocional e menor inteligência verbal, fatos que podem dificultar seu relacionamento interpessoal;
- Crescimento ligeiramente acelerado na infância;
- Q.I podendo sofrer variação pequena de 10-15, para mais ou menos;
- Problemas no aprendizado e na leitura;
- Volume cerebral reduzido;
- Dentes grandes;
- Glabela saliente;
- Mãos e pés mais compridos.
- Psicopatologia